# Yann Queffélec
Yann Queffélec (ur. 4 września 1949 w Paryżu) – francuski pisarz.

## Życiorys
Jest synem pisarza Henriego Quefféleca i bratem pianistki Anne Queffélec.
Jego żoną była pianistka Brigitte Engerer, z tego związku ma córkę.

## Powieści
- Béla Bartók (1981)
- Le Charme noir (1983)
- Barbarzyńskie zaślubiny (Les Noces barbares, 1985)
- La Femme sous l'horizon (1988)
- Le Maître des chimères (1990)
- Prends garde au loup (1992)
- Noir animal ou La Menace (1993)
- Disparue dans la nuit (1994)
- Le soleil se lève à l'ouest (1994)
- La Boîte à joujoux (1994)
- Et la Force d'aimer (1996)
- Happy birthday Sara (1998)
- Osmose (2000)
- Boris après l'amour (2002)
- Vert cruel (2003)
- La Dégustation (2003)
- Moi et toi (2004)
- Les Affamés (2004)
- Ma première femme (2005)
- L'Amante (2006)
- Mineure (2006)
- Le plus heureux des hommes (2007)
- L'Amour est fou (2007)
- Passions criminelles (2008),
- Tabarly (2008)
- Adieu Bugaled Breizh (2009)
- La Puissance des corps (2009)
- Le Piano de ma mère (2009)
- Les sables du Jubaland (2010)
- Beau parleur (2012)